# Léon Bernot
Pour les articles homonymes, voir Bernot.
Léon Bernot, né le 26 juillet 1896 à La Côte-Saint-André et mort le 19 février 1975 à Bron, est un haltérophile français.

## Biographie
Léon Bernot participe aux Jeux olympiques d'été de 1920 à Anvers. Il remporte la médaille de bronze en poids lourds (plus de 82.5 kg).